# Mychajlo Osadčyj
Mychajlo Hryhorovyč Osadčyj, ukrajinsky Михайло Григорович Осадчий (22. března 1936 Kurmany, Sumská oblast – 5. července 1994 Lvov) byl novinář, básník, překladatel, vysokoškolský pedagog, člen hnutí šedesátníků a politický vězeň sovětského režimu, roku 1987 jeden ze zakladatelů Ukrajinské asociace nezávislé tvůrčí inteligence, docent a doktor věd, čestný člen švýcarského PEN klubu.

## Život
Mychajlo Osadčyj se narodil v Kurmanech, kde jeho rodiče pracovali v kolchozu. Kurmany byly ve 30. letech a poté v letech 1946-1947 postiženy represemi a genocidou ukrajinského obyvatelstva. Mychajlo Osadčyj roku 1958 absolvoval Fakultu žurnalistiky Lvovské univerzity. Pracoval pak jako editor ve lvovském televizním studiu.
Od roku 1960 přednášel na Lvovské univerzitě a byl editorem univerzitních novin. Účastnil se aktivit lvovského Klubu tvůrčí mládeže "Prolisok". Roku 1962 vstoupil do strany a v letech 1963-1964 působil jako ideologický instruktor Komsomolu. Byl přijat do Svazu novinářů. Roku 1965 obhájil svou doktorskou disertaci Novinářské působení Ostapa Vyšny (1919-1933) a byl jmenován docentem. Vedle své pedagogické práce publikoval články a kritiky v regionálních a kyjevských denících. Vydal sbírku básní "Měsíční pole", která byla vzápětí celá skartována v souvislosti s jeho zatčením.
28. srpna 1965 byl zatčen a 18. dubna 1966 na uzavřeném jednání odsouzen za "antisovětskou agitaci a propagandu" na dva roky v pracovním táboře. Jeho obvinění se týkala šíření samizdatu, zejména článku "O procesu s Pohružalskym". Den po jeho odsouzení se mu narodil syn. Trest odpykával v táboře v Mordvinsku, kde pracoval jako truhlář. Během razie mu dozorci zabavili zápisník s jeho básněmi i překlady G. Lorcy a básníků z Pobaltských zemí. Po propuštění mu úřady odmítaly vystavit povolení k pobytu ve Lvově a zaměstnání nakonec našel v domově pro slepé a hluché invalidy. Roku 1969 podepsal dopis, ve kterém bývalí političtí vězni protestovali proti posílání vězňů svědomí do pracovních táborů.
Jeho svědectví o pobytu v sovětských vězeních, novela Bil’mo (Cataract, 1971), kolovalo v samizdatu a bylo přeloženo na Západě do angličtiny, francouzštiny, španělštiny, ruštiny, čínštiny a němčiny. Ve Francii roku 1972 obsadilo 6. místo mezi nejprodávanějšími knihami. Novela je podle H. Kasjanova "oslňujícím literárně-filozofickým esejem na existenciální téma, popisujícím střet individua se systémem moci". Je zařazena na britský seznam: 1001 books you must read before you die.
V lednu 1972 proběhla další vlna zatýkání ukrajinské inteligence a Osadčyj byl vzat do vazby. Byl opět obviněn z "antisovětské agitace a propagandy" a soud využil negativní posudky loajálních kritiků na novelu Bil’mo. V září 1972 byl na uzavřeném zasedání odsouzen podle článku 62 trestního zákoníku USSR k sedmi letům v pracovním táboře se zpřísněným režimem a třem letům vyhnanství. Trest měl vykonat v táboře ZhKh-385-1 v Sosnovce v Mordvinsku. Roku 1974 byl převezen do vězení KGB a přesvědčován ke spolupráci. Když odmítl, zbili neznámí muži v jeho rodné vesnici sedmdesátiletou matku Olenu a KGB předvolala a přesvědčovala ke spolupráci jeho bratra, který to rovněž odmítl. Osadčyj byl zbit kriminálníky během transportu ve vězení roku 1975. Jeho bratra Volodymyra zabili kriminálníci v dubnu 1975 přímo ve středu obce Žovtynja. Požádal své přátele o získání informací, obrátil se dopisem přímo na Leonida Brežněva a ve vězení zahájil protestní hladovku.
Roku 1977 byl jmenován čestným členem švýcarského PEN klubu a roku 1978 mu ukrajinská diaspora v zahraničí (Antonovyč Foundation, Chicago) udělila literární cenu I. Franka. Roku 1978 požádal dopisem americký lid a prezidenta Cartera o americké občanství, protože dostal výhrůžky, že ve vyhnanství bude zabit. V lednu 1979 byl převezen do vyhnanství v obci Mylva v republice Komi a pracoval jako skladník a poté hlídač skladu. V říjnu 1979 sklad z neznámých příčin vyhořel, proti Osadčyji bylo zahájeno trestní řízení a měl zaplatit škodu 1 500 rublů nebo jít na 3 roky do vězení. Před vězením ho zachránil Andrej Sacharov, který požadovanou částku zaplatil. Když se z vyhnanství vrátil domů, nemohl získat odpovídající zaměstnání a pracoval jako dělník, vrátný nebo skladník.
V listopadu roku 1987 byl jedním ze zakladatelů Ukrajinské asociace nezávislé tvůrčí inteligence (UANTI). V prosinci 1987 se neznámí lidé vloupali do jeho bytu a zbili ho a poté dostával telefonické výhrůžky smrtí. Roku 1988 začal vydávat nezávislý internetový časopis "Kafedra", který se stal médiem UANTI. V témže roce dostal varování úřadů, že může být za své aktivity trestně stíhán.
Roku 1990 navštívil Kanadu, USA a Austrálii. Roku 1991 obhájil svou kandidátskou práci Doktora věd na Svobodné ukrajinské univerzitě v Mnichově. Roku 1992 se stal členem Ukrajinského svazu spisovatelů. International Biographical Center v Cambridge ho vyhlásil osobností roku (“Person of the Year 91/92”) a udělil mu “Award of the 20th Century for Significant Achievements”. Roku 1993 vyšla poprvé na Ukrajině jeho sbírka veršů Yrii. Od roku 1993 působil jako docent na Fakultě žurnalistiky Lvovské univerzity.
Zemřel ve Lvově, 5. července 1994, ve věku 58 let.